# Robert Szustkowski
Robert Szustkowski (ur. 1 lipca 1965 w Piasecznie) – polski sportowiec, kierowca rajdowy i żeglarz. Założyciel i członek drużyny sportowej R-Six Team.

## Życiorys

### Kariera
Począwszy od roku 2008 brał udział w rajdach terenowych, rozgrywanych w Europie, Azji, Afryce i Ameryce Południowej, współpracując z utytułowanym polskim rajdowcem – Jarosławem Kazberukiem. Reprezentował Polskę w barwach Lotto Team. Założył także własną drużynę – R-Six Team – której członkami w pierwszej kolejności poza nim samym zostali jego syn Robert Jan „Robin” Szutkowski oraz Jarosław Kazberuk.
Od roku 2016 drużyna R-Six Team (w powiększonym składzie) bierze udział także w międzynarodowych regatach żeglarskich, startując na katamaranie HH66. W 2016 zespół wygrał regaty Multihull Cup Regatta, a w 2017 i 2018 zdobył puchar karaibskich zawodów Antigua Sailing Week. Do największych osiągnięć R-Six Team należy także wywalczenie drugiego miejsca w regatach Rolex Fastnet Race w roku 2017, w klasie wielokadłubowców MOCRA.
W skład żeglarskiej załogi R-Six Team, poza Robertem Szustkowskim, wchodzą: Jarosław Kazberuk, Robert Janecki, Tomasz Januszewski, Jacek Wysocki, Albert Gryszczuk oraz Aleks Szustkowski.

## Najważniejsze starty w rajdach
- TransSyberia Rally (załoga Robert Szustkowski, Jarosław Kazberuk – Porsche)
- Dakar Rally 2010 (załoga Robert Szustkowski, Jarosław Kazberuk – Mitsubishi Pajero)
- Dakar Rally 2012 (załoga Robert Szustkowski, Robin Szustkowski, Jarosław Kazberuk – Mercedes Unimog U400)
- Silk Way Rally 2013 (załoga Robert Szustkowski, Robin Szustkowski, Jarosław Kazberuk – Tatra)
- Sealine Cross Country Rally 2015 (załoga Robert Szustkowski, Jarosław Kazberuk – Ford Raptor)
- Abu Dhabi Desert Challenge 2016 (załoga Robert Szustkowski, Robin Szustkowski, Jarosław Kazberuk – Ford Raptor)
- The OiLibya Rally of Morocco 2017 (załoga Robert Szustkowski, Robin Szustkowski, Jarosław Kazberuk – Ford Raptor)
- Africa Eco Race 2018 – zwycięstwo w klasie T2 (załoga Robert Szustkowski, Robin Szustkowski, Jarosław Kazberuk, Albert Gryszczuk – Ford Raptor)
- Silk Way Rally 2018 – trzecie miejsce w klasie T3 (załoga Robert Szustkowski, Jarosław Kazberuk – Polaris)
- Dakar Rally 2020 (załoga Robert Szustkowski, Jarosław Kazberuk, Filip Škrobanek  – Tatra Jamal)

## Najważniejsze starty w regatach
- Multihull Cup 2016 (I miejsce – katamaran HH66)
- Caribbean RORC 600 2017 (III miejsce – katamaran HH66)
- Heineken Regatta 2017 (II miejsce – katamaran HH66)
- Les Voiles De St.Barth 2017 (III miejsce – katamaran HH66)
- Antigua Sailing Week 2017 (I miejsce – katamaran HH66)
- Fastnet Race 2017 (II miejsce – katamaran HH66)
- Les Voiles De St. Barth 2018 (II miejsce – katamaran HH66)
- Antigua Sailing Week 2018 (I miejsce – katamaran HH66)

### Życie prywatne
Starszy syn Roberta Szustkowskiego, Robert Jan („Robin”) jest również utytułowanym kierowcą rajdowym, mającym na swoim koncie m.in. starty w rajdach Dakar, Silk Way i Africa Eco Race.
Młodszy syn, Aleks, w roku 2018 rozpoczął starty w regatach żeglarskich, w składzie zespołu R-Six Team.